# Марджорі Куртене-Латімер
Доріс Ейлін Марджорі Куртене-Латімер (англ. Marjorie Eileen Doris Courtenay-Latimer; нар. 24 лютого 1907, Іст-Лондон, Східна Капська провінція, ПАР — 17 травня 2004 року, там же) — південноафриканська музейниця і натуралістка, яка в 1938 році виявила латимерію, що вважалася вимерлою 65 мільйонів років тому. Співзасновниця асоціації музеїв Південної Африки.

## Біографія
Марджорі Куртене-Латімер народилася 1907 року в Іст-Лондоні, Південно-Африканський Союз. Вона була дочкою станційного доглядача, який працював у залізничній компанії Transnet Freight Rail, дитинство провела в Алівал-Норті. Народившись на два місяці раніше терміну, протягом усього дитинства була хворобливою, одного разу мало не померла від дифтерії. Але, попри слабке здоров'я, з юних років була завзятою натуралісткою, захоплювалася орнітологією, природною історією і ботанікою і віддавала перевагу активним видам відпочинку на відкритому повітрі. Під час відвідування будинку своєї бабусі на океанському узбережжі була зачарована маяком на Острові птахів. В 11 років дала обіцянку, що стане експерткою з птахів.
Після закінчення школи пройшла навчання на медсестру в Кінг-Вільямс-Таун, але незадовго до закінчення навчання дізналася про появу вакансії натураліста в щойно відкритому Музеї Іст-Лондона. Попри відсутність професійної освіти в галузі природничих наук, справила враження на роботодавців знаннями про природу Південної Африки і була прийнята на роботу в серпні 1931 року у 24-річному віці.
Марджорі Куртене-Латімер працювала в музеї Іст-Лондона до кінця своєї трудової діяльності, зробивши перерву для роботи на фермі в національному парку Цицікамма, під час якої написала книгу про квіти.
Вона ніколи не одружувалась, після того як хлопець, що був «коханням її життя», помер у 1920-х.

## Виявлення латимерії

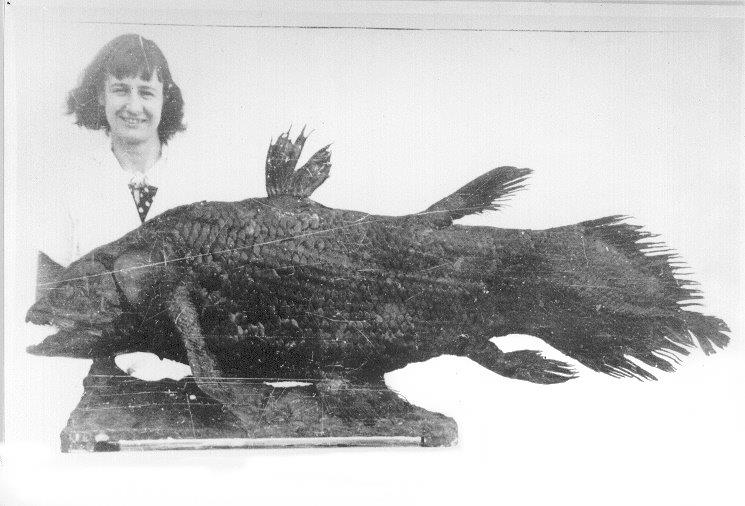
Марджорі Куртене-Латімер і виявлена нею латимерія

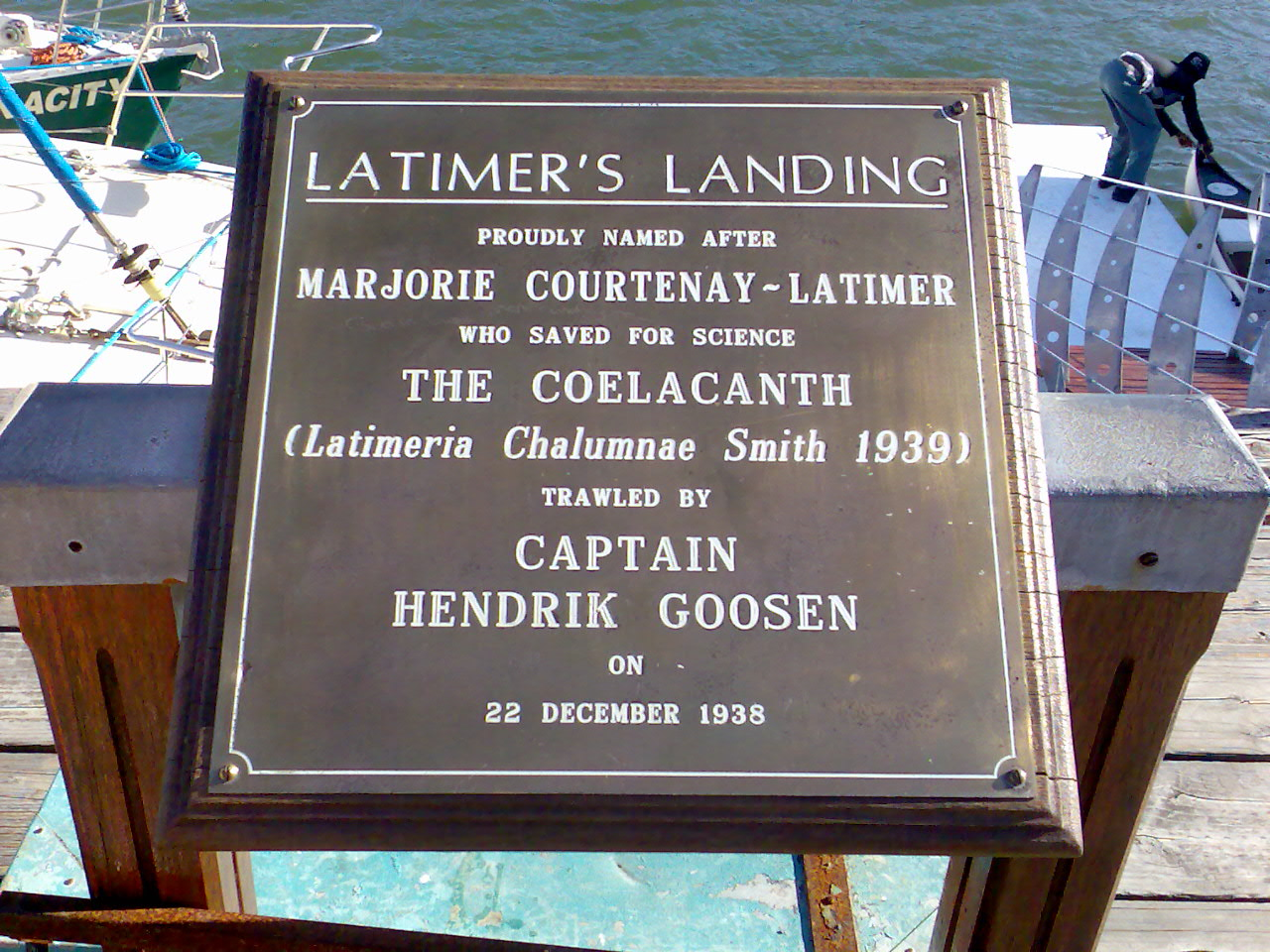
Меморіальна табличка на місці виявлення латимерії

Під час роботи Марджорі Куртене-Латімер багато уваги приділяла збору каменів, раковин, пір'я та інших природних зразків, а також завжди прагнула особисто оглянути незвичайні улови відомих рибалок. 22 грудня 1938 року, отримавши інформацію про спійману дивну рибу, вона вирушила на вивчення улову в док капітана Гендріка Госена, що вів промисел у гирлі річки Чалумна. Куртене-Латімер відвезла рибу до музею. Вона провела спроби опізнати знахідку, після чого зв'язалася зі знайомим іхтіологом Джейсом Смітом, який, прибувши 16 лютого 1939 року, визнав рибу живою копалиною, що вважалася вимерлою мільйони років тому. Знахідці присвоєна видова назва Latimeria chalumnae — в честь Марджорі Куртене-Латімер і річки Чалумна, де риба була виловлена.
У 1971 році Марджорі Куртене-Латімер було присвоєно почесний докторський ступінь в Університеті Родса. Вона була співзасновницею асоціації музеїв Південної Африки.